# Staré Město, Uherské Hradiště
Staré Město là một thị trấn thuộc huyện Uherské Hradiště, vùng Zlínský, Cộng hòa Séc.